# Adenia hondala
Adenia hondala là một loài thực vật có hoa trong họ Lạc tiên. Loài này được (Gaertn.) W.J.de Wilde mô tả khoa học đầu tiên năm 1967.